# 圣维多堂 (米兰)
圣维多堂（Chiesa di San Vittore al Corpo）原属橄榄会（Olivetan）修道院，建于16世纪初期。
该地点曾是四世纪罗马皇帝馬克西米安的陵寝，皇帝格拉提安和瓦伦提尼安二世可能也埋葬于此, 不过他们更可能被埋在另一个陵墓，今天圣老楞佐圣殿（Basilica di Saint Lorenzo）内的阿基利诺小堂（Capella di Sant'Aquilino）。 该堂在8世纪进行了扩建，以容纳圣维多的圣髑。不久，该堂附设了一座本笃会修道院。1507年，修道院移交给了橄榄会, 后者开始了大规模的重建。教堂的重建工作由文森佐·塞雷尼开始于1533年，由佩莱格里诺·蒂巴尔迪完成于1568年。立面仍然不完整。穹顶湿壁画由古格列尔莫·卡西亚绘制于1617年 。在圣安多尼小堂里，有一幅1619年丹尼尔·克雷斯比的油画《隐士圣保罗之死》。在左侧的耳堂中，是17世纪初期的系列油画《圣本篤故事集》,作者是安布罗吉奥·菲吉诺，而右侧耳堂有一幅卡米洛·普罗卡奇尼。其他小堂还有龐培歐·巴托尼和乔瓦尼·巴蒂斯塔·迪塞波利（Giovanni Battista Discepoli）的祭坛画。
在拿破仑战争期间，该地点变成了军事医院，后来变成了兵营。它在1943年的轰炸中遭受了破坏。修道院现在设有达芬奇国家科学技术博物馆（Museo Nazionale Scienza e Tecnologia Leonardo da Vinci）。